# Kommissionen Marín

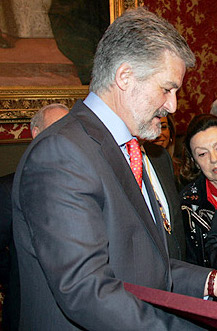
Kommissionsordförande Manuel Marín.

Kommissionen Marín var en interims-kommission som var i tjänst mellan 16 mars 1999 (sedan kommissionen Santer fått träda ur tjänst efter korruptionsanklagelser) och 15 september 1999 och är således den EU-kommission som varit i tjänst kortast tid.
Interimskommissionen föreslogs i mars 1999 efter korruptionsanklagelser mot Édith Cresson, fransk kommissionär i kommissionen Santer. Eftersom Europeiska rådet inte hade utsett någon ny kommission då Santer-kommissionen trädde ur tjänst, så tillfrågades vice ordförande i Santer-kommissionen, Manuel Marín, om han vill ta över ordförandeskapet. Kommissionen bestod i övrigt av samma ledamöter som i Santer-kommissionen.
| Europeiska flaggan | EU-portalen – temasidan för Europeiska unionen på svenskspråkiga Wikipedia. |